# 光叶槭
光叶槭（学名：Acer laevigatum）为无患子科槭属的植物。分布于缅甸、尼泊尔、印度、锡金以及中国大陆的湖北、陕西、贵州、四川、云南等地，生长于海拔1,000米至2,000米的地区，常生长在比较潮湿的溪边或山谷林中，目前已由人工引种栽培。

## 别名
长叶槭树（中国树木分类学报）

## 异名
- Acer laevigatum Wall. var. salweenense (W. W. Smith) J. M. Cowan ex Fang
- Acer salweenense (W. W. Smith) Cowan ex Fang